# 薛廷珪
薛廷珪（？—925年），蒲州汾陰縣（今山西萬榮縣）人。薛逢之子。
中和年間，進士及第。乾寧二年（895年），唐昭宗封河東節度使李克用為晉王，以薛廷珪、李琪為冊使前往河東軍部太原。乾寧中，為中書舍人。入後梁，為禮部尚書。同光三年（925年）九月，卒。贈右僕射。

## 延伸阅读
[在维基数据编辑]
 在维基文库阅读此作者作品
 《舊五代史·卷68》，出自薛居正《舊五代史》